# Parusie

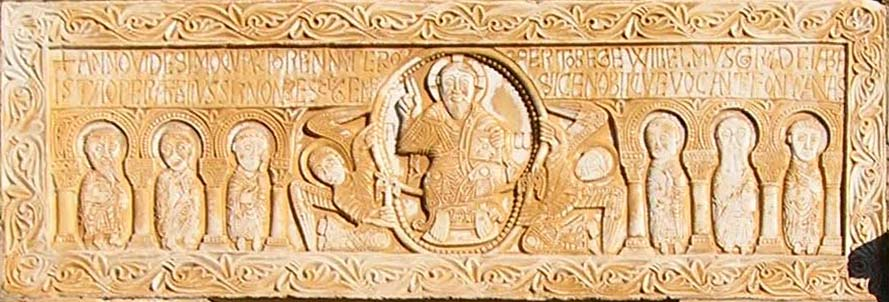
Parusie-Darstellung auf einem Türsturz (11. Jh.)

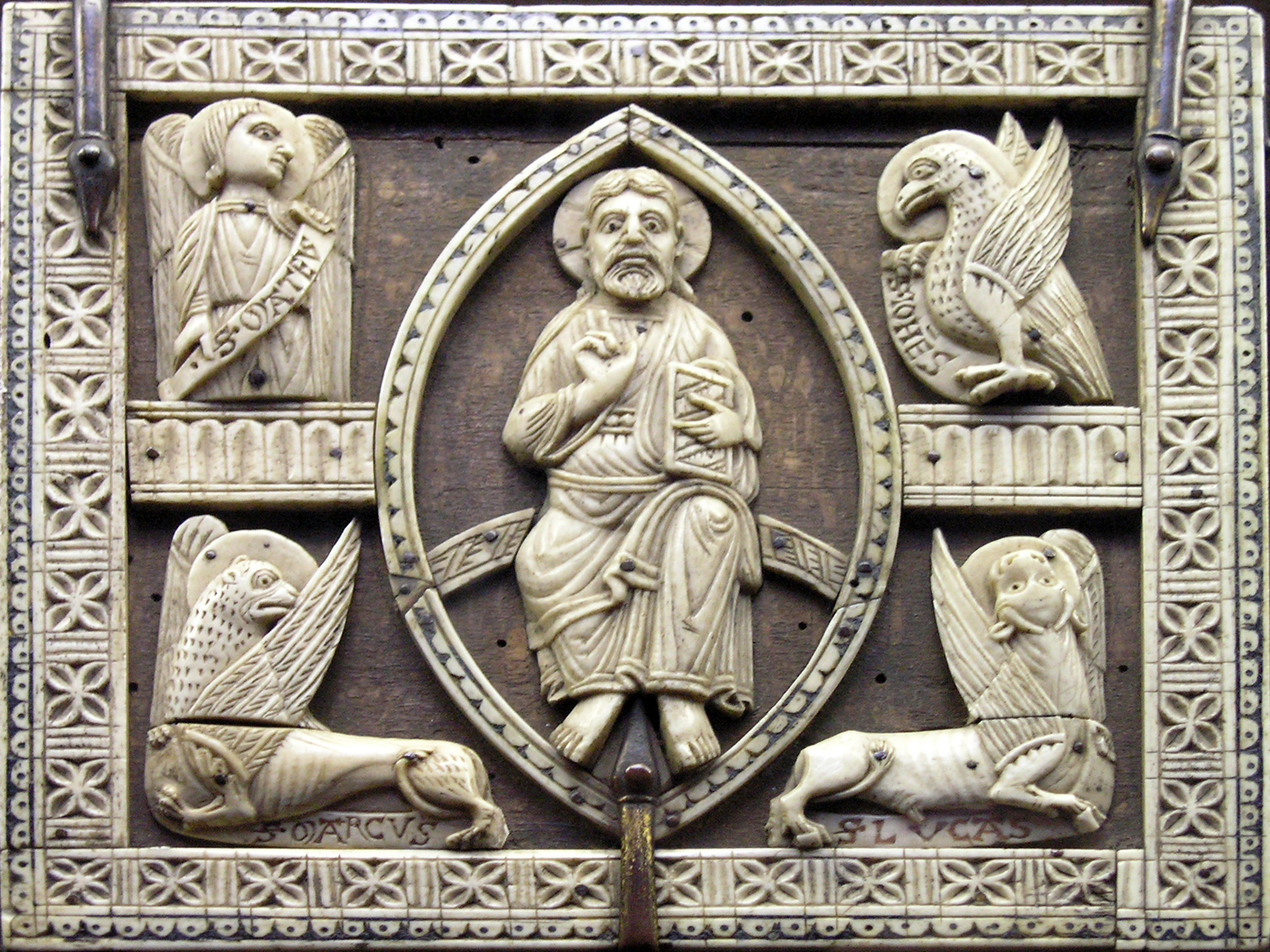
Parusie-Darstellung als Elfenbein-Schnitzerei (13. Jh.)

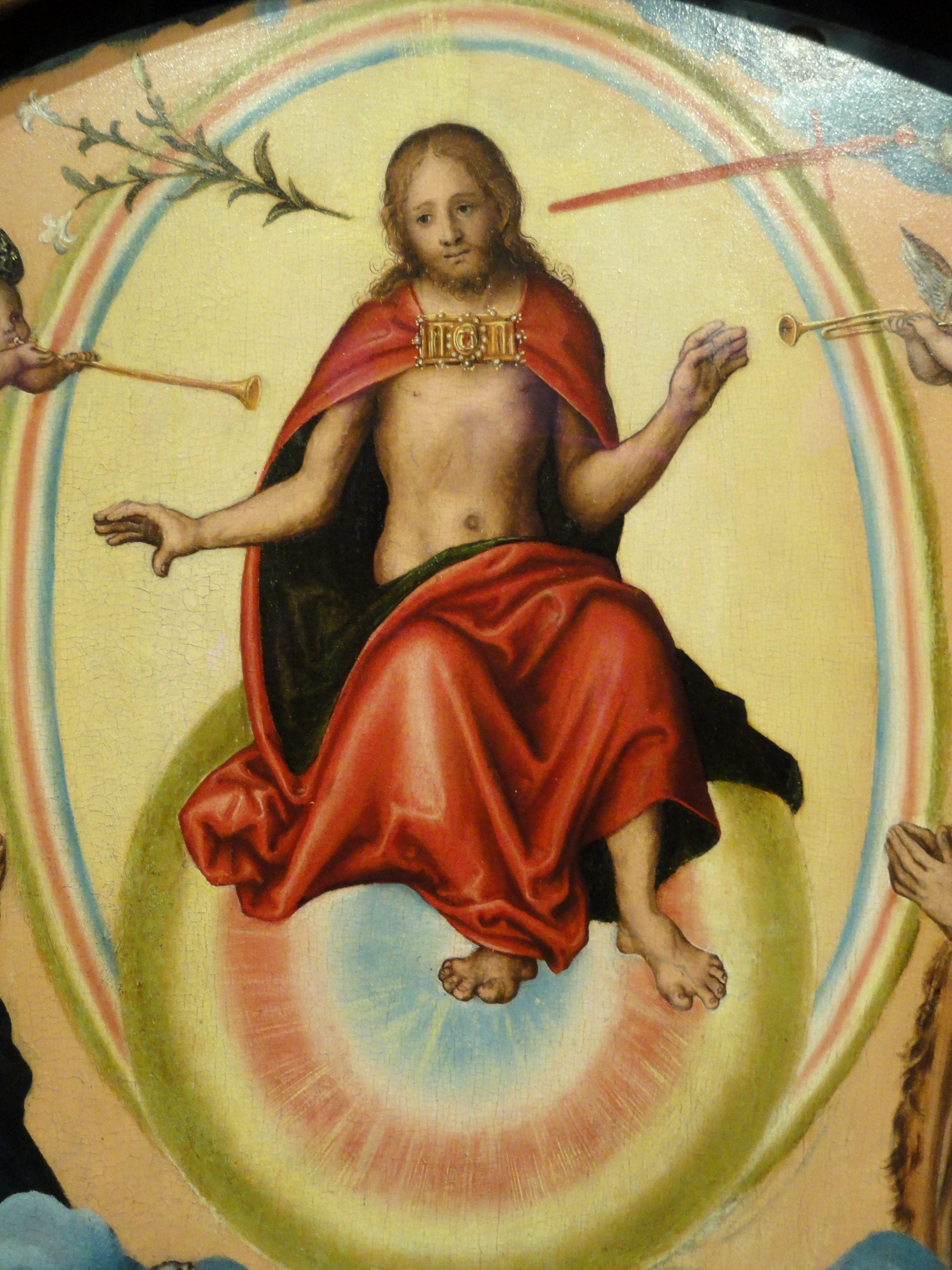
Der in der Parusie wiedergekehrte Christus, der zum Jüngsten Gericht erscheint; Altarbild von Lucas Cranach dem Älteren

Parusie bedeutet wörtlich „[Da]beisein“ oder „[Da]nebensein“ (altgriechisch παρουσία parousía „Gegenwart, Anwesenheit“, von παρά pará „[da]bei, [da]neben“ und ουσία ousía „[Da-]Sein, Wesen“). In der hellenistischen Philosophie beschreibt das Wort ursprünglich das wirksame Gegenwärtigsein von Gottheiten und Herrschern. Platon bezeichnet damit die Anwesenheit bzw. Gegenwart der Ideen in den Dingen.
In der Bibel und im Christentum wird die endzeitliche Wiederkunft Jesu Christi, adventus Domini (lateinisch für „Ankunft des Herrn“), als Parusie bezeichnet. Das Wort parousía ist 24-mal in den neutestamentlichen griechischen Schriften belegt.
Als Parusieverzögerung wird in der christlichen Theologie das Ausbleiben der Wiederkunft Christi bezeichnet. Sie wird in mehreren Schriften des Neuen Testaments thematisiert und auf verschiedene Weise gedeutet.

## Biblische Quelle

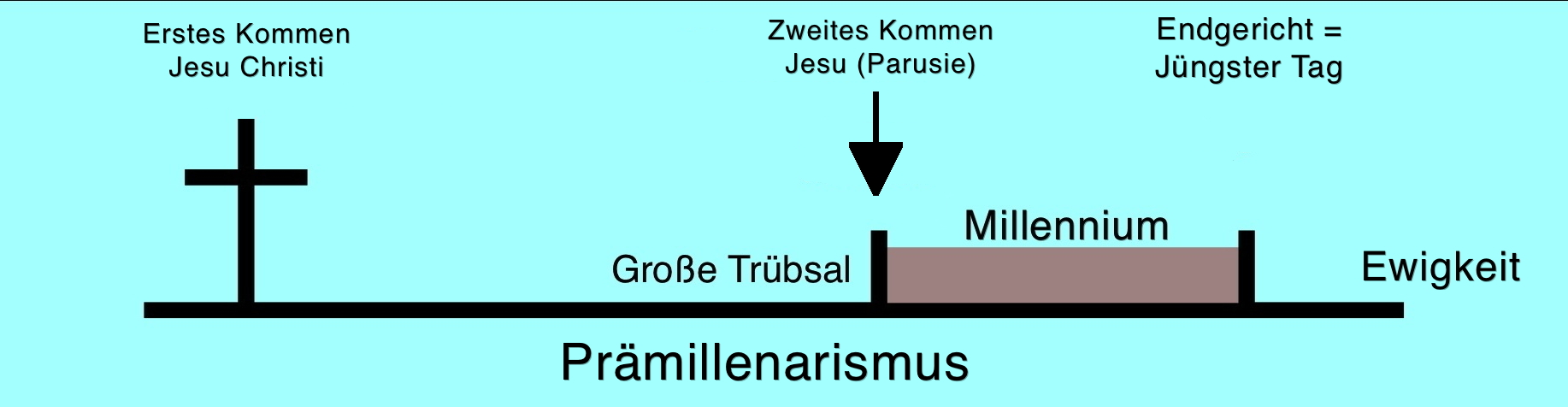
Eines von zahlreichen Diagrammen, das den Versuch unternimmt, die Parusie neben den anderen Themen der Endzeit zu verorten und auf einem Zeitstrahl zu lokalisieren. Die Parusie als zweites Erscheinen Christi erfolgt hier nach der Großen Trübsal, aber vor dem Tausendjährigen Reich (dem Millennium) und zugleich vor dem Endgericht. Weitere denkbare Modelle für den Zeitpunkt der Parusie sind beispielsweise Jesu zweites Kommen schon vor der Großen Trübsal oder auch erst nach dem Tausendjährigen Reich (siehe Postmillenarismus).

In den biblischen Quellen wird die Parusie von verschiedenen anderen Vorstellungen und Themen flankiert. Dazu gehört etwa:
- die Vorstellung von der Endzeit, vom Ende der Weltgeschichte, vom Weltuntergang und den Bildern einer Apokalypse
- die Phase einer Großen Trübsal vor der Parusie
- die chiliastische Vorstellung von einem Tausendjährigen Reich im Millenarismus und Prämillenarismus mit Erscheinen des Antichristen
- das Hoffnungsbild einer Naherwartung in der Kirche und Gemeinde
- die Vorstellung vom göttlichen Endgericht, Weltgericht oder Jüngsten Gericht
- die Bilder, die sich mit der Eschatologie verbinden bis hin zu
- den Vier letzten Dingen, wobei vor allem die Auferstehung der Toten und der Zweite Tod anklingen.

Es geht bei der Parusie immer auch um die Wiederkehr Christi
- als Gottessohn
- als Menschensohn
- als Davidsohn
- als Messias in der Rolle eines endzeitlichen Heilsbringers und Erlösers.

Dieses Ineinander der Begriffe und Vorstellungen ergibt am Ende ein breites und komplexes Bild im Blick auf die Parusie Christi.

### Altes Testament
Im Alten Testament finden sich bereits zahlreiche Hinweise auf ein Jüngstes Gericht, wobei hier besonders die Psalmen und das Buch Daniel zu nennen sind. Innerhalb der alttestamentlichen Schriften lässt sich ein Wandel von einer vom Volk Israel ausgehenden Vorstellung eines Weltgerichts, das exklusiv die Feinde Israels betrifft, hin zu einem umfassenden, für alle Menschen verbindlichen göttlichen Strafgericht erkennen. Damit ist die Basis gelegt für die differenzierte und heilsgeschichtlich relevante Ausformung des Themas in den beiden neutestamentlichen Hauptquellen, die die Vorstellung des Jüngsten Gerichts vor allem geprägt haben: dem Matthäus-Evangelium und der Apokalypse des Johannes.
Natürlich fehlt im Alten Testament der konkrete Gedanke an eine Wiederkunft Christi. Allerdings findet sich die Vorstellung der Erscheinung eines endzeitlichen Menschensohns, was dann im Neuen Testament seinen Widerhall findet:
- Lk 12,40 EU: Denn der Menschensohn kommt zu einer Stunde, wo ihr es nicht meint.
- Mk 13,26 EU und Parallelstellen: Und dann wird man den Menschensohn auf den Wolken des Himmels kommen sehen mit großer Macht und Herrlichkeit. (indirektes Zitat von Daniel 7,13 f. EU)
- Mk 14,62 EU: Jesus sagte: Ich bin es. Und ihr werdet den Menschensohn zur Rechten der Macht sitzen und mit den Wolken des Himmels kommen sehen.

### Spätschriften und frühjüdische Quellen
Daneben finden sich zahlreiche frühjüdische Quellen zum Thema Parusie:
Dazu gehört das um 170 bis 120 v. Chr. entstandene Buch Henoch. Es ist die älteste jüdische Schrift mit eschatologischem Inhalt überhaupt und schildert bereits ausführlich Gericht und Jenseits.

### Neues Testament
Die präzise Schilderung des Jüngsten Gerichts im Matthäus-Evangelium (Mt 25,31 ) stellt eine der wichtigsten neutestamentlichen Quellen dar. Darüber hinaus finden sich etwa in den Gleichnissen aller Evangelien fast durchgehend Gerichtsmetaphern, so beispielsweise in Mt 13,24–30 ; Mt 13,36–43 , wo am Erntetag die Spreu vom Weizen getrennt werde. Vor allem im Matthäus-Evangelium liegt der Fokus dabei auf einer gewissen Werkgerechtigkeit: barmherzige Taten sind geeignet, das Urteil beim Jüngsten Gericht günstig für den Einzelnen zu beeinflussen.
Diese klare Ethik wird in der Johannesapokalypse relativiert. Hier überschneidet sich die Idee des Jüngsten Gerichts mit der zweiten eschatologischen Vision des Christentums: dem Tausendjährigen Friedensreich Christi. Satan wird für tausend Jahre gefesselt werden und Christus wird zum ersten Mal wiederkommen, um während dieses Millenniums gemeinsam mit den Heiligen zu herrschen. Erst danach wird die zweite Wiederkehr Christi stattfinden, bei der er alle Lebenden und Toten zum Jüngsten Gericht ruft (Offb 20,1 ). In der Apokalypse ist das Jüngste Gericht demnach Schlussstein einer gänzlich anderen eschatologischen Erzählung, in der der Teufel oder Antichrist als beständiger Versucher mit erheblicher Macht ausgestattet wird und das Heilsschicksal des Einzelnen in diesem kosmischen Kampf in den Hintergrund tritt.

### Wer wird gerichtet?
Seit Beginn des Christentums stellten sich die Gläubigen immer wieder die Frage, ob denn alle Menschen vor den Richter treten müssten. Die Theologen beriefen sich in ihren Antworten dabei stets auf zwei Passagen der Bibel, die unterschiedliche Auskunft darüber geben. Im Matthäus-Evangelium wird nur zwischen Guten und Bösen unterschieden. Alle werden beim Jüngsten Gericht nach ihren Taten beurteilt und dann entweder ins Paradies oder in die Hölle geschickt werden. Diese Stelle bezieht sich dem Wortlaut nach allerdings auf „die Völker“, mithin auf Personen, denen das Evangelium noch nicht gepredigt worden ist. Diese Leute werden nach der Frage beurteilt: Haben sie die Taten der Liebe getan?
Anders ist der Maßstab bei denen, die reichlich Gelegenheit hatten, Jesus Christus kennenzulernen: Insofern ist das Jüngste Gericht im Johannes-Evangelium beschrieben. Hier entgehen die Nachfolger Jesu, die Gläubigen und Bekehrten dem Gericht:
„Ich versichere euch: Alle, die auf mein Wort hören und dem vertrauen, der mich gesandt hat, werden ewig leben. Sie werden nicht verurteilt. Sie haben den Tod schon hinter sich gelassen und das unvergängliche Leben erreicht.“ (Joh 5,24 )

### Zeitpunkt
Im Frühchristentum der ersten zwei bis drei Jahrhunderte nach der Zeitenwende wurde – aufgrund entsprechender Aussagen im Neuen Testament – die zweite Ankunft Christi für zeitlich nah erhofft, was als Naherwartung bezeichnet wird. In frühchristlicher Zeit drückte das Wort Maranatha diese baldige Erwartung Jesu Christi nach seiner Himmelfahrt aus.
Mehrere Aussagen im Neuen Testament legen ein Wiederkommen Jesu innerhalb sehr kurzer Zeit nahe. So schreibt z. B. Paulus im 1. Thessalonicherbrief:

„Denn dies sagen wir euch nach einem Wort des Herrn: Wir, die Lebenden, die noch übrig sind, wenn der Herr kommt, werden den Verstorbenen nichts voraushaben. (1 Thess 4,15 )“

Demnach scheint Paulus zu erwarten, Jesu Wiederkommen noch zu eigenen Lebzeiten zu erleben. Diesen Brief schrieb er ungefähr 50 n. Chr., also zwanzig Jahre nach dem öffentlichen Wirken Jesu. Andere Aussagen des Paulus in den 50er Jahren wirken eher so, dass er mit seinem Sterben vor der Ankunft Jesu rechnet.
Daneben finden sich Äußerungen, die in die Ferne weisen, oder vor einer zeitlichen Fixierung warnen, etwa: „Aber dieses Evangelium vom Reich wird auf der ganzen Welt verkündet werden, damit alle Völker es hören; dann erst kommt das Ende.“ (Mt 24,14 ), oder wenn Jesus sagte, dass der genaue Tag des Weltendes ungewiss sei.
In einem der jüngsten Texte des Neuen Testaments, dem so genannten Zweiten Petrusbrief, wird explizit auf die Verwirrung in der christlichen Gemeinde wegen der ausbleibenden Parusie Bezug genommen:

„Sie werden sich über euch lustig machen und sagen:
Er hat doch versprochen wiederzukommen! Wo bleibt er denn?
Inzwischen sind unsere Väter gestorben, aber alles ist noch so, wie es seit Beginn der Welt war …
Meine Freunde, ihr dürft eines nicht übersehen:
Beim Herrn gilt ein anderes Zeitmaß als bei den Menschen.
Ein Tag ist für ihn wie tausend Jahre, und tausend Jahre sind ein Tag.
Der Herr erfüllt seine Zusagen nicht zögernd, wie manche meinen;
im Gegenteil, er hat Geduld mit euch, weil er nicht will, dass einige zugrunde gehen.“

Die Betonung liegt bei vielen Aussagen darauf, dass das Ende kommt (jedoch ohne Zeitangabe):

„Darum seid wachsam! Denn ihr wisst nicht, an welchem Tag euer Herr kommen wird.“

Die Zeit davor wird in der Bibel als schrecklich geschildert, denn viele falsche Propheten würden auftreten (Mt 24,5 ), das Böse werde überhandnehmen und die Liebe werde erkalten (Mt 24,11–12 ). Dann erst werde die Auferstehung der Toten und das allgemeine Weltgericht stattfinden.

„Nach dieser Schreckenszeit wird sich die Sonne verfinstern
und der Mond wird nicht mehr scheinen,
die Sterne werden vom Himmel fallen
und die Ordnung des Himmels wird zusammenbrechen.“

Es sind nicht zuletzt diese Ankündigungen, die in den folgenden Jahrhunderten in Zeiten tatsächlicher oder vermeintlicher Krisen immer wieder Christen glauben ließen, nun stehe die Parusie, die Wiederkunft des Messias unmittelbar bevor.

### Parusieverzögerung
Die Jesusbewegung war von einer starken Naherwartung geprägt. Man erwartete das Kommen Jesu nahezu stündlich. Die erste Generation der Christen lebte in der Hoffnung, noch im eigenen Leben das Kommen des Reiches Gottes zu erleben (1 Thess 4,13–17 ). Dass einige Christen schon gestorben sind, bevor die Parusie eingetreten ist, ist für Paulus zunächst die Ausnahme. Da die Zahl der Todesfälle anstieg, musste Paulus reagieren. In 1 Kor 15,51f f geht er wohl schon davon aus, dass die meisten vor der Parusie sterben werden, dass einige sie aber wohl noch erleben werden. In 2 Kor 5,1–10  scheint eine zunehmende Verzögerung ins Bewusstsein zu rücken. Daraus entwickelt Paulus die Vorstellung, dass jeder Christ bei seinem Tod einen verwandelten Leib erhält und dass das Kommen Jesu in eine fernere Zukunft rückt.
Der Wandel im Glaubensverständnis, der durch die Parusieverzögerung hervorgerufen wurde, hat sich wohl allmählich vollzogen und ist nicht als ein abrupter Bruch vorstellbar.

## Alte Kirche

### Theologen der Alten Kirche
Zusätzlich zu diesen beiden Konzeptionen entstanden in theologischen Schriften der Alten Kirche weitere Interpretationen, die untereinander Überschneidungen, Wechselwirkungen, aber auch massive Widersprüche aufweisen. So findet sich in Augustinus’ Enchiridion ein Modell, das diese Ideen erweitert: Augustinus beschreibt, dass die Seelen beim Jüngsten Gericht in drei Kategorien eingeteilt würden: die vollkommen Guten, die keine Fürbitte brauchen, die ganz und gar Schlechten, die in jedem Fall verdammt werden – und diejenigen, die zwischen diesen beiden Extremen stehen: sie sind nicht gut genug, um keine Hilfe zu brauchen, aber auch nicht schlecht genug, um nicht Nutzen daraus ziehen zu können.
Infolge derartiger Diskussionen sind der Idee des Jüngsten Gerichts, dem die ganze Menschheit unterworfen ist und die in ihrer Grundkonzeption immer dieselbe bleibt, im Laufe der Jahrhunderte zwei weitere eschatologische Konzepte an die Seite gestellt worden. Zum einen die Vorstellung eines Einzel- oder Partikulargerichts, das direkt nach dem Tod eines jeden Individuums stattfindet – und zum zweiten die Schaffung eines ‚dritten‘ Ortes für die oben beschriebenen ‚Halb-Guten‘: das Fegefeuer.

### Credo des 4. Jahrhunderts
Das christliche Glaubensbekenntnis, lateinisch auch Credo genannt, welches in der christlichen Ökumene bis heute Geltung beansprucht, bekennt die Parusie Christi im Nicäno-Konstantinopolitanum mit den folgenden Worten:
| Latein | Deutsch |
| --- | --- |
| Sedet ad dexteram Patris. Et iterum venturus est cum gloria iudicare vivos et mortuos, cuius regni non erit finis. | Er sitzt zur Rechten des Vaters und wird wiederkommen in Herrlichkeit, zu richten die Lebenden und die Toten; seiner Herrschaft wird kein Ende sein. |

### Augustinus
Die Schriften Augustinus’ von Hippo (354–430), vor allem das 20. Buch aus De Civitate Dei, kennen Weissagungen vom Jüngsten Gericht. Augustinus legt hier die für die Gerichtsvorstellung relevanten Stellen des Alten und Neuen Testaments aus. Er vertritt die Ansicht, dass zunächst Christus zum Gericht wiederkommen werde, woraufhin die Toten auferstehen würden. Christus scheide die Guten und Bösen, dann käme es zum Brand und zur Erneuerung der Welt.

## Mittelalter
Auch das Mittelalter beschäftigt sich mit der Parusie:
- Die Legenda aurea des Jacobus de Voragine (entstanden 1263–1273) beginnt mit der detaillierten Beschreibung der Wiederkunft des Herrn. Nachdem die Auferstandenen unmittelbar vor dem Richtspruch getrennt worden sind, die Ungläubigen direkt in die Hölle, die Bösen und Guten vor das Tribunal und die Heiligen als Gerichtsbeisitzer in den Himmel gekommen sind, zeigt Christus das Kreuz und die Wundmale als zweigesichtiges Zeichen des Gerichts und der Erlösung. Als Ankläger treten auf: der böse Geist, die eigene Missetat und die gesamte Welt. Anschließend werden die drei Zeugen gehört: Gott, das Gewissen und der Schutzengel des Einzelnen. Nun folgt das Urteil, gegen das kein Einspruch erhoben werden kann.
- Das dritte Buch im Elucidarium des Scholastikers Honorius Augustodunensis (ca. 1080–1150/1151) ist in Form eines Lehrer-Schüler-Gespräches abgefasst. Honorius geht ausgesprochen frei mit Quellentexten um, vor allem was die kreative Ausgestaltung von Details angeht. Gerade deshalb wurde er aber für die Gerichtsdarstellungen an den Tympana französischer Kathedralen so intensiv rezipiert.
- Die Volkspredigten, beispielsweise des Franziskaners Berthold von Regensburg (um 1210–1272), behandeln das Wiederkommen Christi als Weltenrichter.
- Zahlreiche Visionsberichte, wie etwa die Vision des Bauern Thurkill, die zwischen 1207 und 1218 im englischen Zisterziensermilieu entstanden ist, enthält eine detaillierte Beschreibung der Topographie von Hölle und Fegefeuer. Bemerkenswert ist dabei, dass die Hölle mit einer Theaterszene verglichen wird: Jeden Samstagabend müssen die Verdammten, zur Ergötzung der Teufel, die Sünden auf der Theaterbühne wiederholen, die sie während ihres Lebens begangen hatten.

## Interpretationen in den Religionen und Konfessionen

### Römisch-katholische Kirche
Die katholische Kirche legt die Wiederkunft Christi am Ende der Welt zum Gericht als unfehlbar verkündeten Glaubensstoff vor. Sie lehrt ferner, dass an diesem Tage die gegenwärtige Welt untergehen und neugestaltet werden wird, und dass alle Menschen, die Lebenden und die Toten, durch Jesus Christus gerichtet werden. Die Seelen derer, die ohne Reue im Zustand der Todsünde sterben, gehen in die Hölle ein, wo auch der Teufel und die Dämonen sind, während die Seelen der Gerechten, die noch mit lässlichen Sünden oder zeitlichen Sündenstrafen belastet sind, in das Fegefeuer eingehen, und danach in den Himmel. Die Seelen der Gerechten, die im Augenblick des Todes von alledem frei sind, gehen sofort in den Himmel ein.
Es gibt heute vereinzelte Theologen, die kritisch hinterfragen, ob es wirklich Jesus Christus sein wird, der wiederkommen wird. Zum Beispiel beschäftigte sich Anton Vögtle von der Universität Freiburg in seiner Habilitation „Die 'Gretchenfrage' des Menschensohnproblems. Bilanz und Perspektive“ ausschließlich mit dieser Fragestellung. Diese Frage gilt aber aus katholischer Sicht als geklärt, weil die Kirche ihre Bejahung als unfehlbare Lehre vorlegt, wie es ja auch im Credo gebetet wird: »Von dort wird Er [Jesus Christus] kommen zu richten die Lebenden und die Toten.«

### Evangelische Kirche
Die nahe Erwartung des Weltendes bei den Reformatoren war nur bei Martin Luther vorhanden. Für Ulrich Zwingli war vor allem der gegenwärtige Tag, in dem Gott laufend handelt, wichtig.

#### Martin Luther
Der Reformator Martin Luther geht davon aus, dass mit der Wiederkunft Christi die Auferweckung der Toten anbricht. Hier ist für ihn kein Unterschied zwischen Menschen der Gegenwart und längst verstorbenen Menschen der Bibel.

„Es ist vor Gott alles auf einmal geschehen. Es ist weder vor noch hinter, jene (nämlich längst Geschichte gewordenen Gestalten, etwa Adam) werden nit eh(er) kommen an den jüngsten Tag dann (als) wir.“

Der Moment der Parusie scheint bei Luther zugleich der Moment des Sterbens zu sein:

„Alsbald [wenn bei deinem Sterben] die Augen zugehen, wirst du auferweckt werden. Tausend Jahre werden sein, gleich als wenn du ein halbes Stündlein geschlafen hättest. … Ehe er sich umsieht, ist er ein schöner Engel.“

Und umgekehrt ist das Kommen Jesu der Moment, in dem er uns zu sich ruft:

„Das sollen wir lernen, nämlich die große Macht, die Gott wird wirken an uns durch Christus am jüngsten Tag: mit einem Wort wird er uns hervorziehen. Er spricht: Doktor Martine, komm her!, und es wird geschehen im nu.“

#### Lutherischen Orthodoxie des 17. Jahrhunderts
Die Gelehrten der lutherischen Orthodoxie im Nachgang zur Reformation, wie zum Beispiel Johann Gerhard oder Leonhard Hutter, lehren ein mehrstufiges Modell der sogenannten Vier letzten Dinge: die Auferstehung der Toten erfolgt am Ende der Zeit, sodann die Parusie, also das Erscheinen Christi zum letzten Gericht und zum Weltende. Mit dem Richten Christi ist ein doppelter Ausgang verbunden: ewiger Tod oder ewiges Leben.
Strikt abgelehnt wird von der lutherischen Orthodoxie der mittelalterliche Gedanke, dass es bis zur Parusie Christi mehrere Aufenthaltsräume für Verstorbene gibt: das Fegefeuer (Purgatorium) kommt nicht mehr vor, das Wartezimmer für die ungetauft verstorbenen Kinder (limbus infantium) und der Aufenthaltsraum für die Väter des Alten Testaments (limbus patrum) werden aus der lutherisch-orthodoxen Dogmatik entfernt.

#### Evangelikale Erweckungsbewegung des 19. Jahrhunderts
In den im Evangelischen Brüderverein entstandenen Hauskreisen und Gemeinschaften entwickelte sich durch intensives Bibelstudium eine Naherwartung der Wiederkunft Christi für die Seinigen noch vor der siebenjährigen Drangsalszeit, gefolgt von der Erscheinung Christi mit den Seinigen in Macht und Herrlichkeit. Ein bekannter Vertreter dieser Auffassung war zum Beispiel Carl Brockhaus, der in seiner Zeitschrift „Botschafter des Heils in Christo“ die Hoffnung auf die Wiederkunft des Herrn zur Entrückung Seiner Versammlung weiten Kreisen von Gläubigen zugänglich machte. „Mit außergewöhnlicher Intensität gibt Brockhaus in seinen Liedern seiner Freude auf die Parusie Christi Ausdruck.“

#### Kirchliche Dogmatikvon Karl Barth
Karl Barth beschäftigt sich in seiner Kirchlichen Dogmatik mit dem Thema der Parusie Christi an mehreren Stellen. Er unterscheidet dabei drei Gestalten der Parusie.
- Die erste Gestalt der Parusie Christi ist für ihn das Osterereignis, ist die Auferstehung Jesu Christi.
- Die zweite Gestalt der Parusie, auch „die mittlere Gestalt“, ist „die Gabe des Heiligen Geistes“, ist das Pfingstereignis, die Ausgießung des Geistes an die Gemeinde und Kirche.
- Die dritte Gestalt, „die letzte Form“, ist „das Herbeikommen Jesu Christi als des Zieles der Geschichte der Kirche, der Welt und jedes einzelnen Menschen.“[21] So definiert Karl Barth den „Jüngsten Tag“. Es ist dies das „neue Kommen“ des zuvor Gekommenen, „das neue Bei-uns-Sein dessen, der bei uns war.“[22]

Diese dreifache Gestalt der Parusie Christi darf nicht auseinandergerissen werden, sondern sie muss als Einheit verstanden werden.

### Adventisten
Anhänger der Adventisten erwarten die baldige Wiederkunft Christi, in der Vergangenheit wurden bereits konkrete Termine genannt. So nannte der baptistische Prediger William Miller (1782–1849) aus den USA als den Zeitpunkt der Wiederkunft Christi zunächst den Herbst 1843, dann den 21. März 1844 und schließlich den 22. Oktober 1844. Siebenten-Tags-Adventisten gehen davon aus, dass der Termin nicht mehr fern sein kann.

### Neuapostolische Kirche
In der Neuapostolischen Kirche ist die Parusie einer der zentralen Glaubensinhalte. Die Wiederkunft Christi zur „Heimholung seiner Braut“, ein sich anschließendes Millennium und das abschließende Jüngste Gericht sind Hauptbestandteile der Zukunftslehre der Kirche. Die Erwartungshaltung orientiert sich an dem Verständnis der ersten Christen, welche mit dem Wiederkommen Jesu zu ihrer Zeit rechneten.
In anderen apostolischen Kirchen (wie AJC, OAC) gibt es die Grundaussage, dass die Wiederkunft Christi bereits zu Pfingsten erfüllt war. Somit lebt Christus als das Gute Wesen und durch den Heiligen Geist schon im Menschen. Der Wiederkunftstag Christi ist somit für diese Christen der letzte gelebte Tag, also der Tag des jüngsten Gerichtes.

### Zeugen Jehovas
Die Zeugen Jehovas glauben, dass Jesus Christus die Herrschaft über das Königreich Gottes im Himmel im Jahr 1914 übernommen habe und in diesem Sinn damals seine Parusie begonnen habe. Als erste Handlung verbannte er Satan und seine Dämonen aus dem Himmel in die Nähe der Erde.  Für die Erde sei damit die Zeit des Endes angebrochen, gekennzeichnet einerseits durch das Wüten Satans, das sich in Kriegen, Lebensmittelknappheit, Seuchen, Naturkatastrophen und allgemeiner Gesetz-, Lieb- und Gottlosigkeit äußere, andererseits durch die von Jesus und den Engeln gelenkte weltweite Verkündigung der „Guten Botschaft“ vom Königreich Gottes. Seitdem wird auf das Kommen Jesu als Menschensohn und die Schlacht von Harmagedon gewartet, nach der das Millennium anbreche, in dem die Erde zu einem Paradies umgestaltet werde.

### United Society of Believers in Christ’s Second Appearing (Shaker)
Bei der United Society of Believers in Christ’s Second Appearing (ugs. „Shaker“) wird die Naherwartung der Wiederkunft Christi geistig verstanden; sie finde im Inneren der Menschen statt. So konnte auch die Gründerin Ann Lee als „wiederkehrender Christus“ gelten, ohne dass damit ein Anspruch auf Identität mit Jesus Christus erhoben wurde.

### Islam
Nach der Vorstellung im Islam ist Jesus nicht am Kreuz gestorben, sondern Gott hat ihn lebend zu sich erhoben. Die islamische Exegese versteht daher seine Wiederkehr am Tag der Auferstehung in Menschengestalt. Mit einer Lanze wird er dabei den Daddschāl (eine Gestalt vergleichbar mit dem Antichristen) töten.
Allein die Ahmadiyya Muslim Jamaat vertritt die Auffassung, dass Jesus gekreuzigt wurde; dass er in einem bewusstlosen Zustand, also noch lebend, sodann vom Kreuz genommen wurde. Drei Tage soll Jesus im Grab von seinen Jüngern gepflegt worden sein, worauf er dann auf natürliche Weise das Grab verließ, nach Indien auswanderte und viele Jahre weiterlebte. Das Grab Jesu soll sich heute in Srinagar in Kaschmir befinden.